# Диас, Лаутаро Ариэль
Лаутаро Ариэль Диас (исп. Lautaro Ariel Díaz; род. 21 мая 1998, Буэнос-Айрес) — аргентинский футболист, нападающий клуба «Индепендьенте дель Валье».

## Клубная карьера
Диас — воспитанник столичного клуба «Эстудиантес». 8 мая 2019 года в матче против «Олл Бойз» он дебютировал в Примере Метрополитана. По итогам сезона Лаутаро помог команде выйти в более высокий дивизион. 29 октября в матче против «Атланты» он дебютировал в аргентинской Примере B. 10 января 2021 года в поединке против «Феррокарриль Оэсте» Лаутаро забил свой первый гол за «Этудиантес». Летом 2021 года Диас на правах аренды перешёл в «Вилья-Дальмине». 24 июля в матче против «Индепендьенте Ривадавия» он дебютировал за новую команду. 31 июля в поединке против «Атлетико Рафаэла» Лаутаро забил свой первый гол за «Вилья-Дальмине».
Летом 2022 года Диас на правах аренды был арендован эквадорским «Индепендьенте дель Валье». 10 июля в матче против «Кумбайя» он дебютировал в эквадорской Примере. 10 августа в поединке Южноамериканского кубка против венесуэльского «Депортиво Тачира» Лаутаро забил свой первый гол за «Индепендьенте дель Валье». В своём дебютном сезоне Диас помог клубу завоевать данный трофей, забив ещё четыре мяча в ворота перуанского «Мельгара» и бразильского «Сан-Паулу». По окончании аренды «Индепендьенте дель Валье» выкупил трансфер игрока за 400 тыс. евро.

## Достижения
Клубные
 «Индепендьенте дель Валье»
- Обладатель Южноамериканского кубка — 2022